# Керимова, Юлия Сергеевна
Юлия Сергеевна Керимова (род. 7 февраля 1988, Кемерово) — азербайджанская волейболистка. Либеро. Игрок ЖВК «Гянджа» и сборной Азербайджана.

## Карьера
Родилась 7 февраля 1988 года.
Выступала за «Азеррейл».   
Играла за «Азерйол». В составе клуба участвовала в Кубке ЕКВ 2015/2016.  
Играла за ЖВК «Алматы».
8 октября 2019 года заключила контракт с «Маккаби» (Хайфа). В сезоне 2019/2020 играла за «Маккаби» (Хайфа).
11 мая 2020 года вновь подписала контракт с «Азеррейл».
7 июня 2024 года подписала контракт с ЖВК «Гянджа». По итогам сезона 2024/2025 вошла в «Dream team» (символическую сборную) сезона.

## В составе сборной
Игрок сборной Азербайджана.
Участвовала в чемпионате Европы 2015. 
В августе 2018 года участвовала в «Gloria Cup» (Анталья, Турция).
Выступала на чемпионате мира 2018. После двух этапов заняла третье место в списке лучших «диггеров» (3,40 за партию).    
В январе 2020 года участвовала в лицензионном турнире к Олимпиаде 2020.
На Играх исламской солидарности 2021 заняла третье место.
Участвует в Золотой Евролиге.

## Пляжный волейбол
Участвовала в отборочном этапе Континентального Кубка по пляжному волейболу 2014, прошедшем 21—22 июня 2014 года в Баку. Пройдя отборочный турнир, участвовала в Континентальном Кубке ЕКВ 2014-2016.   
В сентябре 2014 года участвовала в турнире «Masters» в Баку (Пиршаги).
В октябре 2014 года на турнире «EEVZA Tour» (Батуми, Грузия) завоевала серебряные медали. 
В апреле 2015 года в рамках Мирового тура по пляжному волейболу 2015 участвовала в Fuzhou Open 2015.
В июне 2015 года участвовала на I Европейских играх, пройдя групповой этап, завершила выступление в первом раунде плей-офф.
В мае 2017 года в составе «Азеррейл-1» выиграла турнир по пляжному волейболу (Баку).

## Достижения
- Игры исламской солидарности 2021 — [18]